# Tony Darrow
Tony Darrow, all'anagrafe Anthony Borgese (Brooklyn, 1º ottobre 1938), è un attore statunitense di origini italiane.

## Biografia
Nato a Brooklyn, tra il 1971 il 1985 intraprende una carriera di cantante nei locali, acquisendo una discreta notorietà che lo porta a prime apparizioni televisive nel The Tonight Show  di Johnny Carson e al The Joe Franklin Show di Joe Franklin a New York.
Al cinema, dopo una piccola parte d'esordio nel grottesco Horror in Bowery Street (1987), viene scelto da Martin Scorsese per il ruolo di Sonny in Quei bravi ragazzi (1990): si specializza quindi nel personaggio stereotipato del mafioso italoamericano, in commedie e film di genere. 
Caratterista nelle grazie di Woody Allen, ha recitato in ben 6 film del regista newyorkese: in televisione ha partecipato nel ruolo di Larry Boy Barese a tutte 6 le stagioni de I Soprano (1999-2007).
Nel 2009 fu accusato di estorsione per un episodio risalente al 2004, quando avrebbe chiesto a due scagnozzi della famiglia mafiosa Gambino di mutilare una persona che doveva dei soldi ad uno strozzino. Si è dichiarato poi colpevole davanti alla Corte suprema e condannato.
È stato sposato dal 1992 al 2014 con Christine e ha un figlio.

## Filmografia parziale
- Horror in Bowery Street (Street Trash), regia di J. Michael Muro (1987)
- Quei bravi ragazzi (Good Fellas), regia di Martin Scorsese (1990)
- Pallottole su Broadway (Bullets over Broadway), regia di Woody Allen (1994)
- La dea dell'amore (Mighty Aphrodite), regia di Woody Allen (1995)
- Harry a pezzi (Deconstructing Harry), regia di Woody Allen (1997)
- Celebrity, regia di Woody Allen (1998)
- Terapia e pallottole (Analyze This), regia di Harold Ramis (1999)
- Mickey occhi blu (Mickey Blue Eyes), regia di Kelly Machin (1999)
- Accordi e disaccordi (Sweet and Lowdown), regia di Woody Allen (1999)
- Criminali da strapazzo (Small Time Crooks), regia di Woody Allen (2000)
- I Soprano (The Sopranos) – Serie TV, 14 episodi (1999-2007)
- Bulletproof Man (Kill the Irishman), regia di Jonathan Hensleigh (2011)

## Doppiatori italiani
Nelle versioni in italiano delle opere in cui ha recitato, Tony Darrow è stato doppiato da:
- Marco Mete in Quei bravi ragazzi
- Diego Reggente in La dea dell'amore
- Paolo Buglioni in Harry a pezzi
- Antonio Angrisano in Terapia e pallottole
- Massimo Corvo in Criminali da strapazzo
- Stefano Oppedisano in Bulletproof Man